# District d'Esashi

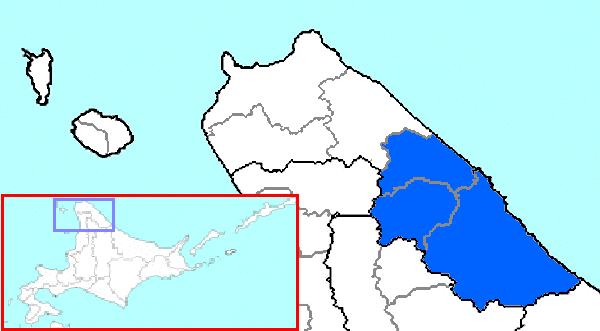
Emplacement du district d'Esashi dans la sous-préfecture de Sōya.

Le district d'Esashi (枝幸郡, Esashi-gun) est un district de la sous-préfecture de Sōya, sur l'île de Hokkaidō, au Japon.

## Géographie
Au 31 mars 2015, la population du district est estimée à 14 393 habitants pour une superficie totale de 1 916,08 km2, soit une densité de 7,5 personnes/km2.

## Bourgs
- Esashi
- Hamatonbetsu
- Nakatonbetsu